# Roland LAPC-I

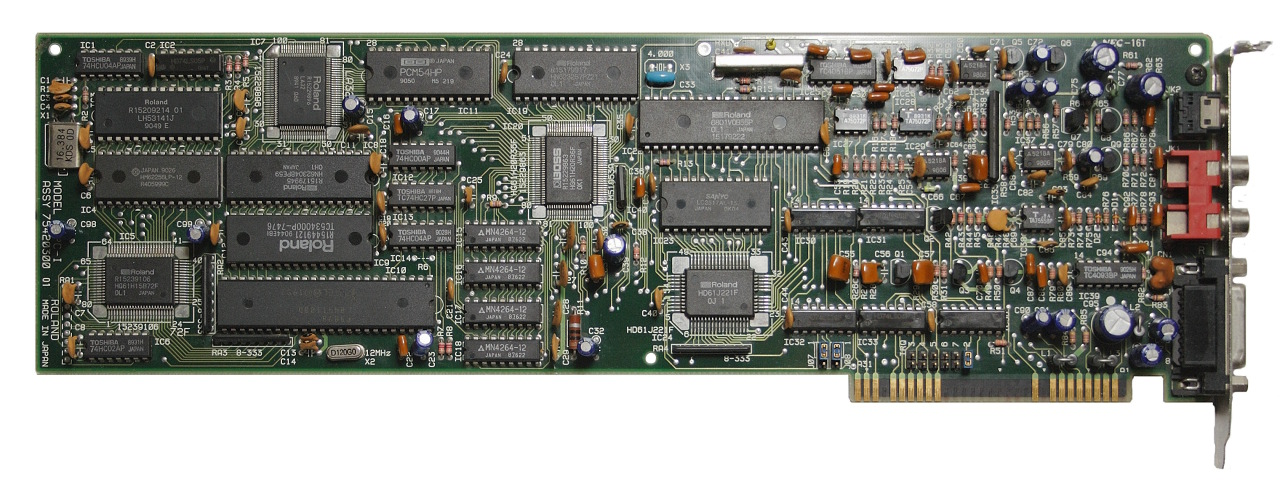
ISA karta Roland LAPC-I

Roland LAPC-I je zvuková karta pro počítače kompatibilní s IBM PC, kterou uvedla na trh v roce 1989 firma Roland Corporation. V podstatě se jedná o integraci zvukového modulu Roland CM-32L, který je kompatibilní s MT-32, a MIDI rozhraní MPU-401 na 8bitové ISA kartě. Kromě běžných prodejců značky Roland určených hudebníkům ji v roce 1989 ve Spojených státech distribuovala společnost Sierra On-Line, která ji podporovala ve svých adventurách. Doporučená prodejní cena karty se pohybovala kolem 425 USD (což by v roce 2022 odpovídalo 1 000 USD). LAPC-I je jednou z mála ISA karet, které vyžadují napájení -5V ze sběrnice.

## Historie
Sierra On-Line významně pomáhala firmě Roland při zavádění špičkových zvukových modulů a karet na trh počítačových her na konci 80. až začátku 90. let.
Karta se nedodávala s žádným softwarem ani příslušenstvím, protože žádný specifický software nebyl potřeba. Na kartě integrovaný CM-32L se jeví operačnímu systému jako MIDI periferie připojená k MPU-401 na MIDI kanálech 2 až 10. Použití dalších MIDI zařízení je možné pomocí modulu Roland MCB-1 připojeného k D-Sub konektoru na kartě. 
Pro japonské počítače typu NEC PC-98 vydal Roland obdobnou kartu s označením LAPC-N. Pro připojení dalších MIDI zařízení je nutné použít modul MCB-2.
Karta je často mylně označována jako LAPC-1, ale na fotografiích pošného spoje a prodejní krabice je místo číslice 1 velké písmeno I. Další důkaz lze nalézt v manuálu, který zmiňuje LAPC-I a také MCB-1, což jasně ukazuje konkrétní použití I místo 1. I pravděpodobně znamená IBM PC a N NEC. K dalším nejasnostem mohlo dojít také proto, že v marketingových materiálech firmy Roland, například v reklamách v časopisech, byla karta označována jako Roland LAPC-1.